# Islamabad
|  | Per a altres significats, vegeu «Islamabad (Caixmir)». |

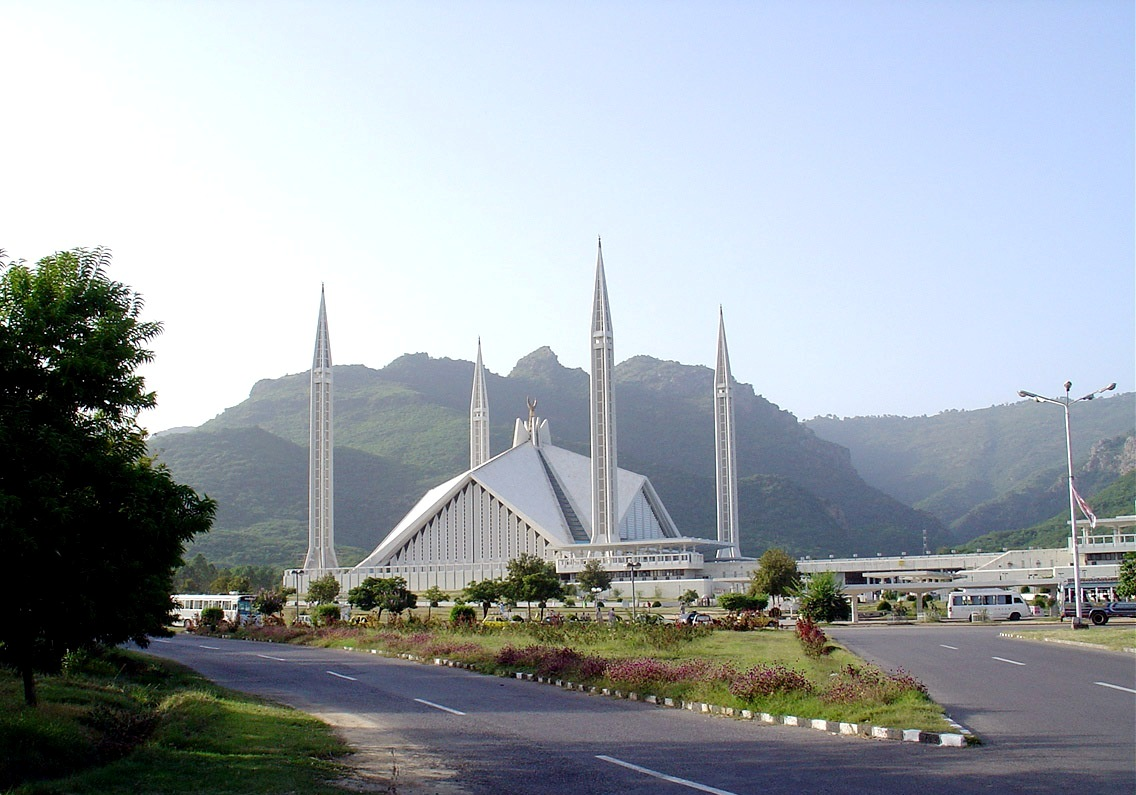
La mesquita del rei Faisal, començada el 1976

Islamabad (en urdú اسلام آباد que significa: Habitat per l'Islam) és la capital del Pakistan. Se situa al nord-est de l'estat, dintre del Territori de la Capital Islamabad i té una població aproximada d'1.900.000 habitants (estimació del 2014). Forma part de la regió de la plana de Potwar, la resta del qual formant administrativament part de la província del Panjab.
Islamabad és la novena ciutat més gran del Pakistan, mentre que l'àrea metropolitana més gran Islamabad-Rawalpindi és la quarta més gran del país amb una població d'uns 3,1 milions d'habitants. Construïda com una ciutat planificada als anys seixanta per substituir Karachi com a capital del Pakistan, Islamabad és coneguda pel seu alt nivell de vida, seguretat, i abundant vegetació.
El pla director de la ciutat, dissenyat per l’arquitecte grec Constantinos Apostolou Doxiadis, divideix la ciutat en vuit zones, incloent enclavament administratiu, diplomàtic, zones residencials, sectors educatius, sectors industrials, zones comercials i zones rurals i verdes administrades pel Islamabad Metropolitan Corporation, amb el suport de l'Autoritat per al Desenvolupament de la Capital. La ciutat és coneguda per la presència de diversos parcs i boscos, incloent el Parc Nacional de Margalla Hills i el Shakarparian. La ciutat alberga diversos llocs d'interès, entre els quals destaca la mesquita Faisal, la mesquita més gran del sud d'Àsia i la quarta més gran del món. Altres punts emblemàtics inclouen el Monument Nacional del Pakistan i la plaça de la Democràcia.
Islamabad és una ciutat Gamma + classificada per la Globalization and World Cities Research Network. La ciutat té el cost de vida més elevat al Pakistan i la seva població està dominada per ciutadans de classe mitjana i alta mitjana.
A la ciutat hi ha vint universitats, incloent la Universitat Bahria, la Universitat Quaid-e-Azam, la PIEAS, la Universitat COMSATS i la NUST. La ciutat és una de les més segures del Pakistan i compta amb un ampli sistema de vigilància habilitat per RFID amb gairebé 2.000 càmeres CCTV.

## Toponímia
El nom "Islamabad" significa "Ciutat de l'Islam". Es deriva de dues paraules: islam i abad. L'islam es refereix a la religió de l'islam, la religió estatal del Pakistan, i -abad és un sufix persa que significa "lloc cultivat", que indica un lloc o ciutat habitats. Segons un llibre d’història de Muhammad Ismail Zabeeh, Abdur Rehman Amritsari –un mestre d’escola d’Arifwala– va proposar el nom de la ciutat.
De tant en tant, per escrit, Islamabad es contracta col·loquialment amb "ISB". Aquest ús es va originar en el llenguatge SMS, en part a causa de l’identificador d’ubicació IATA de l’aeroport internacional d’Islamabad.

## Història

### Història primerenca
El territori de la capital d'Islamabad, situat a l'altiplà de Pothohar, a la regió del nord del Panjab, és considerat un dels primers llocs d'assentament humà d'Àsia. Alguns dels primers artefactes de l'edat de pedra del món s'han trobat a l'altiplà, datas de 100.000 a 500.000 anys. Les pedres rudimentàries recuperades de les terrasses del riu Soan testimonien els esforços de l'home primitiu en el període interglaciar. S'han trobat articles de ceràmica i estris que es remunten a la prehistòria.
Les excavacions del doctor Abdul Ghafoor Lone revelen evidències d’una cultura prehistòrica a la zona. S'han trobat relíquies i cranis humans que es remunten al 5000 aC que indiquen que la regió era la llar de pobles neolítics que es van establir a la vora del riu Swaan, i que més tard van desenvolupar petites comunitats a la regió cap al 3000 aC.
La civilització de la vall de l'Indus va florir a la regió entre els segles 23 i 18 aC. Més tard, la zona va ser un assentament primerenc de la comunitat ària que va emigrar a la regió des de l'Àsia central. Molts grans exèrcits com els de Zahiruddin Babur, Genguis Kan, Tamerlà i Ahmad Shah Durrani van creuar la regió durant les seves invasions al subcontinent indi. El 2015-16, el Departament Federal d’Arqueologia i Museus, amb el suport financer del Fons Nacional per al Patrimoni Cultural, va dur a terme primeres excavacions arqueològiques en les quals es van desenterrar les restes d’una estupa budista a Ban Faqiran, a prop de les coves del Shah Allah Ditta, que es va datar del segle II al V dC.

### Construcció i desenvolupament
Quan el Pakistan va obtenir la independència el 1947, la ciutat portuària de Karachi era la seva capital nacional provisional. El 1958 es va constituir una comissió per seleccionar un lloc adequat a prop de Rawalpindi per a la capital nacional amb especial èmfasi en els requisits de localització, clima, logística i defensa, juntament amb altres atributs. Després d'un ampli estudi, investigació i una revisió exhaustiva de llocs potencials, la comissió va recomanar la zona al nord-est de Rawalpindi el 1959. Als anys seixanta, Islamabad es va construir com a capital avançada per diverses raons. Karachi també es trobava a l'extrem sud del país i estava exposat als atacs del mar d'Aràbia. El Pakistan necessitava una capital que fos fàcilment accessible des de totes les parts del país. Karachi, un centre de negocis, també es va considerar inadequat en part a causa de la intervenció d'interessos empresarials en assumptes governamentals. La ubicació recentment seleccionada d'Islamabad estava més a prop del quarter general de l'exèrcit a Rawalpindi i del territori disputat de Caixmir al nord.
La firma d’arquitectes grega, dirigida per Konstantinos Apostolos Doxiadis, va dissenyar el pla director de la ciutat basant-se en un pla de quadrícula de forma triangular amb el seu vèrtex cap als turons de Margalla. La capital no es va traslladar directament de Karachi a Islamabad; primer es va traslladar temporalment a Rawalpindi a principis dels anys 60, i després a Islamabad quan es va acabar el treball de desenvolupament essencial el 1966.

### Història recent
Islamabad ha atret gent de tot Pakistan, convertint-la en una de les ciutats més cosmopolites i urbanitzades del Pakistan. Com a capital, ha acollit diverses reunions importants, com la cimera de l'Associació Sud-Asiàtica per a la Cooperació Regional el 2004.
L'octubre del 2005, la ciutat va patir danys a causa del terratrèmol del Caixmir del 2005 que va tenir una magnitud de 7,6. Islamabad ha viscut una sèrie d'incidents terroristes, incloent el setge de Lal Masjid de juliol de 2007 (Mesquita Roja), el bombardeig de l'ambaixada danesa de juny de 2008 i el de Marriott de setembre de 2008. El 2011, es van produir quatre incidents terroristes a la ciutat, que van matar quatre persones, inclòs l'assassinat del governador de Punjab, Salmaan Taseer.
La construcció del Rawalpindi-Islamabad Metrobus, la primera línia de trànsit massiu de la regió, va començar el febrer del 2014 i es va acabar el març del 2015. L’autoritat de desenvolupament de Rawalpindi va construir el projecte amb un cost aproximat de 24.000 milions de rupies, que va ser compartit tant pel federal govern i el govern provincial de Panjab.

## Geografia i clima
Islamabad es troba a 33,43 ° N 73,04 ° E a l'extrem nord de l'altiplà de Pothohar i al peu dels turons de Margalla al territori capital d'Islamabad. La seva elevació és de 540 metres. La capital moderna i l'antiga ciutat de Gakhar, Rawalpindi, formen una conurbació i se les coneix com a ciutats bessones.
Al nord-est de la ciutat es troba l'estació turonera de l'època colonial de Murree, i al nord es troba el districte de Haripur de Khyber Pakhtunkhwa. Kahuta es troba al sud-est, Taxila, Wah Cantt i Attock al nord-oest, Gujar Khan, Rawat i Mandrah al sud-est, i la metròpoli de Rawalpindi al sud i al sud-oest. Islamabad es troba a 120 quilòmetres al sud-oest de Muzaffarabad, a 185 quilòmetres a l'est de Peshawar, a 295 quilòmetres al nord-oest de Lahore i a 300 quilòmetres al sud-oest de Srinagar, la capital del territori indi de Jammu i Caixmir.
La ciutat d'Islamabad té una superfície de 906 quilòmetres quadrats. Una altra àrea de 2.717 quilòmetres quadrats es coneix com a Àrea Especificada, amb els turons de Margala al nord i nord-est. La part sud de la ciutat és una plana ondulada. És drenat pel riu Kurang, sobre el qual es troba la presa Rawal.

### Clima
Islamabad té un clima subtropical humit (Köppen: Cwa), amb cinc estacions: hivern (novembre-febrer), primavera (març i abril), estiu (maig i juny), monzó plujós (juliol i agost) i tardor (setembre i octubre)). El mes més calorós és el juny, on les màximes mitjanes rutinàriament superen els 38 ° C. El mes més plujós és el juliol, amb fortes precipitacions i tempestes tronades al vespre amb possibilitat d’explosió de núvols i inundacions. El mes més fresc és el gener.
El microclima d’Islamabad està regulat per tres embassaments artificials: Rawal, Simli i presa Khanpur. Aquest últim es troba al riu Haro, prop de la ciutat de Khanpur, a uns 40 quilòmetres d’Islamabad. La presa Simli es troba a 30 quilòmetres al nord d'Islamabad. 220 hectàrees (89 ha) de la ciutat es compon del parc nacional dels turons de Margalla. El bosc de Loi Bher està situat al llarg de la carretera de Islamabad, amb una superfície de 440 hectàrees. La pluja mensual més alta de 743,3 mm es va registrar durant el juliol de 1995. Els hiverns solen presentar boira densa al matí i la tarda assolellada. A la ciutat, les temperatures es mantenen suaus, amb nevades sobre els punts d’elevació més alts de les estacions de turons properes, sobretot Murree i Nathia Gali. Les temperatures oscil·len entre els 13 ° C al gener i els 38 ° C al juny. La temperatura més alta registrada va ser de 46,6 ° C el 23 de juny de 2005, mentre que la temperatura més baixa va ser de -6 ° C el 17 de gener de 1967. La ciutat ha registrat nevades. El 23 de juliol de 2001, Islamabad va rebre una pluja rècord de 620 mm en només 10 hores. Va ser la pluja més intensa a Islamabad en els darrers 100 anys i la pluja més alta en 24 hores.

## Paisatge urbà

### Administració cívica
L'Administració del Territori Capital Islamabad (TIC), generalment coneguda com a Administració TIC o Administració Islamabad, és l'administració civil, així com la principal agència de llei i ordenació de la capital federal.
L'autoritat del govern local de la ciutat és la Corporació Metropolitana de Islamabad (IMC) amb ajuda de l'Autoritat de Desenvolupament de Capital (CDA), que supervisa la planificació, desenvolupament, construcció i administració de la ciutat. [55] [56] El territori de la capital d’Islamabad es divideix en vuit zones: zona administrativa, districte comercial, sector educatiu, sector industrial, enclavament diplomàtic, zones residencials, zones rurals i zona verda. La ciutat d'Islamabad es divideix en cinc zones principals: I, II, III, IV i V. D'aquestes, la zona IV és la més gran de l'àrea. La zona I consta principalment de tots els sectors residencials desenvolupats, mentre que la zona II es compon dels sectors residencials poc desenvolupats. Cada sector residencial s'identifica amb una lletra de l’alfabet i un número i cobreix una àrea d’aproximadament 2 km × 2 km (1 1⁄4 mi × 1 1⁄4 mi). Els sectors estan lletrats de la A a la I, i cada sector es divideix en quatre subsectors numerats.

### Sectors
Les sèries A, B i C encara estan poc desenvolupades. La sèrie D té set sectors (D-11 a D-17), dels quals només el sector D-12 està completament desenvolupat. Aquesta sèrie es troba al peu dels turons de Margalla. Els sectors E es denominen des d'E-7 fins a E-17. Molts estrangers i personal diplomàtic estan allotjats en aquests sectors. En el pla director revisat de la ciutat, CDA ha decidit desenvolupar un parc segons el patró del parc Fatima Jinnah al sector E-14. Els sectors E-8 i E-9 contenen els campus de la Universitat de Bahria, la Universitat Aèria i la Universitat de Defensa Nacional. La sèrie F i G conté els sectors més desenvolupats. La sèrie F conté els sectors F-5 a F-17; alguns sectors encara estan poc desenvolupats. El F-5 és un sector important per a la indústria del programari a Islamabad, ja que els dos parcs tecnològics del programari es troben aquí. Tot el sector F-9 està cobert amb Fatima Jinnah Park. El complex Centaurus és una fita important del sector F-8. Els sectors G estan numerats del G-5 al G-17. Alguns llocs importants inclouen el Jinnah Convention Center i el Serena Hotel al G-5, la Mesquita Roja al G-6, l’Institut Pakistan de Ciències Mèdiques, el complex mèdic més gran de la capital, situat al G-8, i el Centre comercial Karachi Company al G-9.
Els sectors H estan numerats de H-8 a H-17. Els sectors H es dediquen majoritàriament a institucions educatives i sanitàries. La Universitat Nacional de Ciències i Tecnologia cobreix una part important del sector H-12. Els sectors I es numeren de l'I-8 a I-18. A excepció de la I-8, que és una zona residencial ben desenvolupada, aquests sectors formen part principalment de la zona industrial. Com a àrees industrials s'utilitzen dos subsectors de la I-9 i un subsector de la I-10. El CDA té previst establir l'estació de ferrocarril d’Islamabad al sector I-18 i la ciutat industrial al sector I-17. La zona III està formada principalment pels turons de Margalla i el parc nacional de Margalla Hills. El llac Rawal es troba en aquesta zona. Les zones IV i V consisteixen en el parc d’Islamabad i zones rurals de la ciutat. El riu Soan desemboca a la ciutat a través de la Zona V.

### Àrea metropolitana d’Islamabad / Rawalpindi
Quan es va elaborar el pla director per a Islamabad el 1960, Islamabad i Rawalpindi, juntament amb les àrees adjacents, s'havien d'integrar per formar una gran àrea metropolitana anomenada Islamabad / Rawalpindi Metropolitan Area. L'àrea consistiria en el desenvolupament de Islamabad, l'antiga ciutat del cantó colonial de Rawalpindi, i el parc nacional de Margalla Hills, incloses les zones rurals circumdants. No obstant això, la ciutat d'Islamabad forma part del territori capital d'Islamabad, mentre que Rawalpindi forma part del districte de Rawalpindi, que forma part de la província de Panjab.
Inicialment, es va proposar que les tres zones estarien connectades per quatre autopistes principals: la carretera Murree, la carretera Islamabad, la carretera Soan i la carretera Capital. No obstant això, fins a la data només s'han construït dues autopistes: Kashmir Highway (l'antiga Murree Highway) i Islamabad Highway. Els plans de construcció de l'avinguda Margalla també estan en marxa. Islamabad és el centre de totes les activitats governamentals, mentre que Rawalpindi és el centre de totes les activitats industrials, comercials i militars. Les dues ciutats es consideren ciutats germanes i són molt interdependents.

### Arquitectura
L’arquitectura d’Islamabad és una combinació de modernitat i antigues tradicions islàmiques i regionals. La torre Saudi-Pak és un exemple de la integració de l’arquitectura moderna amb els estils tradicionals. L'edifici de color beix està revestit de rajoles blaves segons la tradició islàmica i és un dels edificis més alts d’Islamabad. Altres exemples d’arquitectura islàmica i moderna entrellaçats inclouen el Pakistan Monument i la mesquita Faisal. Altres estructures destacables són: Complex de secretariat dissenyat per Gio Ponti, secretaria del primer ministre basada en l'arquitectura mogol i l'Assemblea Nacional d'Edward Durell Stone. [29]
Els murals a l'interior dels grans pètals del Pakistan Monument es basen en l'arquitectura islàmica. La mesquita Shah Faisal és una fusió d’arquitectura contemporània amb una gran sala d’oració triangular més tradicional i quatre minarets, dissenyada per Vedat Dalokay, arquitecte turc i construïda amb l’ajut del finançament del rei Faisal d’Aràbia Saudita. L’arquitectura de la mesquita Faisal és inusual ja que no té una estructura de cúpula. És una combinació de tradicions arquitectòniques àrabs, turques i mogoles. El Centaurus és un exemple d'arquitectura moderna en construcció a Islamabad. L'hotel de set estrelles va ser dissenyat per WS Atkins PLC. Les recentment construïdes Torres de la Borsa de Islamabad són un altre exemple d'arquitectura moderna a la ciutat.

## Demografia

### Llenguatge
Segons el cens del 1998, la llengua materna de la majoria de la població és el panjabi, amb un 68%, i el dialecte principal és el potohari, el 15% de la població parla paixtu, mentre que el 18% parla altres llengües. De la mateixa manera, segons el cens del 1998, la població total de migrants de la ciutat és d'1 milió, amb la majoria (691.977) procedents de Panjab. Al voltant de 210.614 de la població migrada provenia del Sind i la resta de Khyber Pakhtunkhwa i Azad Kashmir. Les poblacions més petites van emigrar del Balutxistan i de Gilgit-Baltistan.

### Alfabetització
La majoria de la població pertany al grup d’edat de 15 a 64 anys, al voltant del 59,38%. Només el 2,73% de la població té més de 65 anys; El 37,90% té menys de 15 anys. Islamabad té la taxa d’alfabetització més alta al Pakistan, amb un 88%. El 9,8% de la població ha realitzat estudis de grau mitjà (equivalent als graus 11 i 12). El 10,26% té un títol de batxiller o equivalent, mentre que el 5,2% té un màster o un títol equivalent. La població activa d’Islamabad és de 185.213 i la taxa d’atur del 15,70%.

### Religió
L'islam és la religió més gran de la ciutat, amb un 95,53% de la població que la segueix. El cristianisme és la segona religió més gran amb un 4,07% de la població que la segueix. Els cristians es concentren principalment a les zones urbanes. Segons el cens del 1998, l'hinduisme és seguit pel 0,02% de la població i hi ha al voltant de 3000 hindús que viuen a Islamabad, un gran nombre dels quals són de Balotxistan i del Sind que s'havien traslladat a Islamabad a causa de problemes de seguretat.

## Economia
Islamabad contribueix netament a l'economia pakistanesa, ja que, tot i tenir només el 0,8% de la població del país, contribueix amb l'1% al PIB del país. La borsa d'Islamabad, fundada el 1989, és la tercera borsa de Pakistan després de la borsa de Karachi i la borsa de Lahore, i es va fusionar per formar la borsa de Pakistan. L’intercanvi tenia 118 membres amb 104 entitats corporatives i 18 membres individuals. La facturació diària mitjana de la borsa supera el milió d’accions.
Segons l'Informe del 2010 sobre el negoci del Banc Mundial, Islamabad es va classificar com el millor lloc per iniciar un negoci al Pakistan. Les empreses d'Islamabad són les més completes pel Pakistan per pagar les taxes fiscals. A partir de 2012, Islamabad LTU (Gran Unitat Tributària) era responsable dels ingressos fiscals de 371.000 milions de rupies, que representen el 20% de tots els ingressos recaptats per la Junta Federal d’Ingressos.
Islamabad ha experimentat una expansió de les tecnologies de la informació i les comunicacions amb la incorporació de dos parcs tecnològics de programari, que alberguen nombroses empreses nacionals i estrangeres de tecnologia i informació. Alguns llocs de treball s'han traslladat de l'Índia a Islamabad. Awami Markaz IT Park alberga 36 empreses de TI, mentre que Evacuee Trust alberga 29 empreses. Islamabad veurà el seu tercer parc informàtic el 2020, que es construirà amb l'assistència de Corea del Sud.

## Cultura
Islamabad és la llar de molts migrants d'altres regions del Pakistan i té una diversitat cultural i religiosa d'una antiguitat considerable. A causa de la seva ubicació a l’altiplà de Pothohar, encara es poden trobar restes de civilitzacions i cultures antigues com la civilització aria, soaniana i de la vall de l’Indus a la regió. Un fort de Gakhar del segle xv, el fort de Pharwala, es troba a prop d'Islamabad. El fort Rawat de la regió va ser construït pels Gakhar al segle xvi i conté la tomba del cap de Gakhar, el sultà Sarang Khan.
El poble de Saidpur suposadament porta el nom de Said Khan, fill de Sarang Khan. El poble de 500 anys d’antiguitat va ser convertit en un lloc de culte hindú per un comandant mogol, Raja Man Singh. Va construir diversos estanys petits: Rama kunda, Sita kunda, Lakshaman kunda i Hanuman kunda. La regió alberga un petit temple hindú que es conserva, que mostra la presència de persones hindús a la regió. El santuari del místic sufí Pir Meher Ali Shah es troba a Golra Sharif, que té un ric patrimoni cultural del període preislàmic. També es poden trobar restes arqueològiques de l'era budista a la regió. El santuari de l'imam de Bari va ser construït per l'emperador mogol Aurangzeb. Milers de devots de tot el Pakistan assisteixen a l’imam anual Urs of Bari. L'esdeveniment és una de les reunions religioses més grans a Islamabad. El 2004, a Urs van assistir més d'1,2 milions de persones.
El Museu Lok Virsa d’Islamabad conserva una àmplia varietat d’expressions del llegat cultural popular i tradicional del Pakistan. Es troba a prop dels turons de Shakarparian i compta amb una gran mostra de vestits brodats, joies, instruments musicals, fusteria, estris i objectes folklorístics de la regió i altres parts del Pakistan.

## Turisme
La mesquita Faisal és un important referent cultural de la ciutat i que atrau diàriament a molts turistes. La mesquita Faisal, construïda el 1986, va rebre el nom del rei de l'Aràbia Saudita, Faisal bin Abdul Aziz. També serveix per acollir a 24.000 musulmans que resen en aquesta mesquita. La mesquita Faisal, dissenyada pels turcs i finançada pel Regne d’Aràbia Saudita, inclou cal·ligrafia del Vers Alcorà al llarg de les parets de la mesquita.
Un dels punts de referència per als turistes és el monument al Pakistan construït el 2007 situat a Islamabad. Aquesta atracció turística representa el patriotisme i la sobirania del Pakistan. El disseny té la forma d’una cúpula amb parets en forma de pètal que estan gravades amb arts que retraten altres llocs emblemàtics turístics del Pakistan, com la mesquita de Badshahi, Minar-e-Pakistan i el fort de Lahore.
Islamabad té alguns dels museus més prestigiosos del Pakistan, com ara el Museu Lok Virsa, l’Institut de Folk i el Patrimoni Tradicional Shakarparian Park i galeries destacades com la National Art Gallery and Gallery 6.
El Museu d’Islamabad conté moltes relíquies i artefactes que es remunten al període Gandhara de la regió, una fascinant fusió d’estils budistes i grecoromans. La cultura viva d’Islamabad i el Pakistan s'explora millor al Museu Lok Virsa, així com a l’Institut del Patrimoni Popular i Tradicional al Parc Shakarparian.
Islamabad es basa en la civilització i l'arquitectura que van des del segle X fins a l'era moderna. Com que Islamabad es troba a l'altiplà del Potohar, les restes de civilitzacions descendents de l'època de l'edat de pedra inclouen les tradicions Acheuliana i Soaniana, que són llocs turístics. Islamabad té una gran quantitat de fites històriques que reflecteixen la civilització hindú que es remunta al segle xvi amb exemples com Saidpur. Saidpur, situat a Islamabad, ha progressat d'un poble a un lloc sagrat que inclou temples on veneraven els comandants mogols hindús.
El parc nacional de Margalla Hills es troba al sector nord d’Islamabad i és a prop de l'Himàlaia. El parc nacional inclou valls pintoresques i turons pintorescos que inclouen diversos animals salvatges, com ara gorals de l'Himàlaia, cérvols bordadors i lleopards. Flanquejat per la fauna i la vegetació, el parc nacional de Margalla Hills també inclou allotjament i terrenys d'acampada per a turistes.

## Educació
Islamabad té la taxa d’alfabetització més alta al Pakistan, amb un 98%, i té alguns dels instituts educatius més avançats del país. Hi ha un gran nombre d’instituts educatius del sector públic i privat. Els instituts d'educació superior de la capital estan contractats federalment o administrats per organitzacions privades i gairebé tots estan reconeguts per la Comissió d'Educació Superior del Pakistan. Les escoles secundàries i col·legis estan afiliats a la Junta Federal d'Educació Intermèdia i Secundària o als consells d'educació de les universitats del Regne Unit, O / A Levels o IGCSE. Segons l'informe de l'Acadèmia de Planificació i Gestió Educativa, el 2009 hi havia un total de 913 institucions reconegudes a Islamabad (31 pre-primària, 2 religioses, 367 primàries, 162 mitjanes, 250 altes, 75 universitats secundàries i mitjanes superiors i 26 graus) universitats). Hi ha set instituts de formació de professors a Islamabad amb una matrícula total de 604.633 estudiants i 499 professors
L’índex de paritat de gènere a Islamabad és de 0,93 en comparació amb la mitjana nacional de 0,95. Hi ha 178 instituts només per a nois, 175 només per a noies i 551 instituts mixts a Islamabad. La matrícula total d'estudiants en totes les categories és de 267.992; 138.272 per als nois i 129.720 per a les noies. Hi ha 16 universitats reconegudes a Islamabad amb una matrícula total de 372.974 estudiants i 30.144 professors. La majoria de les universitats més ben classificades; La Universitat Nacional de Ciències i Tecnologia, l'Institut de Tecnologies de la Informació COMSATS i l'Institut d'Enginyeria i Ciències Aplicades del Pakistan, també tenen la seva seu a la capital. La segona universitat general més gran del món per inscripció, Allama Iqbal Open University es troba a Islamabad per a l'educació a distància. Altres universitats inclouen Air University, Bahria University, Centre for Advanced Studies in Engineering, Federal Urdu University of Arts, Science and Technology, Hamdard University, National University of Computer and Emerging Sciences, Capital University of Science & Technology, National Defense University, Shifa Tameer -e-Millat University, National University of Modern Languages, Iqra University, International Islamic University, Virtual University of Pakistan, Muhammad Ali Jinnah University The University of Lahore, Abasyn University and The Millennium University College.

## Atenció sanitària
Islamabad té la taxa de mortalitat infantil més baixa del país, amb 38 morts per mil en comparació amb la mitjana nacional de 78 morts per mil. Islamabad té centres mèdics públics i privats. L’hospital més gran d’Islamabad és l’hospital del Pakistan Institute of Medical Sciences (PIMS). Es va fundar el 1985 com a institut de formació docent i docent. PIMS funciona com a Centre Nacional de Referència i proporciona serveis especialitzats de diagnòstic i curació. L'hospital té 30 departaments mèdics importants. PIMS es divideix en cinc branques administratives. L'Hospital de Islamabad és el component principal amb un centre de 592 llits i 22 especialitats mèdiques i quirúrgiques.
L’Hospital dels Nens és un hospital de 230 llits acabat el 1985. Conté sis grans instal·lacions: especialitats quirúrgiques i especialitats aliades, especialitats mèdiques i aliades, instal·lacions de diagnòstic, quiròfan, assistència crítica (NICU, PICU, aïllament i emergència d’accidents) i Banc de sang. El Centre d’atenció a la salut materna i infantil és un institut de formació amb un hospital adjunt de 125 llits que ofereix diferents serveis clínics i operatius. PIMS consta de cinc instituts acadèmics: Quaid-e-Azam Postgraduate Medical College, College of Nursing, College of Medical Technology, School of Nursing i Mother and Child Health Center.
L'Hospital General i l'institut docent del PAEC, establert el 2006, està afiliat a la Comissió d'Energia Atòmica del Pakistan. L'hospital consta d'un equipament de 100 llits i 10 grans departaments: Obstetrícia i Ginecologia, Pediàtric, Medicina General, Cirurgia General, Unitat de Cures Intensives / Unitat de Cures Coronàries, Ortopèdia, Oftalmologia, Patologia, Radiologia i Departament Dental. L'Hospital Internacional Shifa és un hospital docent a Islamabad que es va fundar el 1987 i es va convertir en una empresa pública el 1989. L'hospital té 70 consultors qualificats en gairebé totes les especialitats, 150 llits IPD i instal·lacions OPD en 35 especialitzacions diferents. [109] Segons l'Oficina Federal d'Estadístiques del Govern del Pakistan, el 2008 hi havia 12 hospitals, 76 dispensaris i cinc centres de maternitat i benestar infantil a la ciutat amb un total de 5.158 llits.

## Transport

### Aire
Islamabad està connectat amb les principals destinacions de tot el món a través de l’aeroport internacional d’Islamabad. L'aeroport és el més gran de Pakistan i es troba fora de Islamabad, a Fateh Jang.

### Transport públic
El Metrobus Rawalpindi-Islamabad és un sistema de trànsit ràpid d’autobusos de 24 km (14,9 mi) que dona servei a les ciutats bessones de Rawalpindi i Islamabad al Pakistan. Utilitza carrils d’autobús dedicats a tota la seva ruta que abasta 24 estacions d’autobusos. Aquest servei cobreix una distància enorme des de la ciutat de Saddar, Rawalpindi fins a Pak-Secretariat, Islamabad. Aquest servei és molt fiable i coherent, i la força de treball, així com els estudiants, utilitzen aquest servei cada dia. Ha reduït el consum de temps reduint la ruta. Ara aquest servei d’autobusos s'estén a més zones a Islamabad que inclouen zones properes al G-13 i l’H-12. S'està treballant per mantenir-la al llarg de la carretera del Caixmir.

### Transport privat
La gent utilitza el transport privat com ara Taxis, Careem, Uber, Bykea i SWVL per a viatges locals. El març de 2016, Careem va esdevenir funcional a Islamabad i Rawalpindi amb serveis de taxi.

### Carreteres
L'autopista M-2 té una longitud de 367 km (228 mi) i connecta Islamabad i Lahore. L'autopista M-1 connecta Islamabad amb Peshawar i té una longitud de 155 km. Islamabad està vinculat a Rawalpindi a través de l'intercanviador Faizabad, que té un volum de trànsit diari d'uns 48.000 vehicles.

## Esports
Islamabad té un complex esportiu polivalent davant d’Aabpara. Inclou el gimnàs Liaquat per a jocs coberts, el complex Mushaf Squash i l'estadi Jinnah per a jocs a l'aire lliure, que és un lloc per a esdeveniments nacionals i internacionals regulars. Els Jocs SAF del 2004 es van celebrar a l'estadi.
Hi ha un altre complex esportiu polivalent al F6 Markaz. Té pistes de tennis, una pista de bàsquet amb taulers de fibra de vidre i un terreny de futbol sala que va introduir gespa artificial a la població d’Islamabad.
Els principals esports de la ciutat inclouen el cricket, el futbol, l'esquaix, l’hoquei, el tennis de taula, el rugbi i la boxa. A la ciutat hi ha Islamabad United, que va guanyar la primera Superliga pakistanesa el 2016, i Islamabad All Stars, que participa a la Super Kabaddi League.
Islamabad també té diversos punts d'escalada en roca als turons de Margalla.
El complex esportiu de Pakistan compta amb tres piscines per a nens. Aquestes instal·lacions atrauen una gran concentració els caps de setmana.

## Llocs de lleure a Islamabad

### Mesquita Faisal
Situada a Islamabad, Pakistan, la mesquita Faisal és la mesquita més gran del sud d'Àsia i la quarta mesquita més gran del món. Construït l'any 1986, va rebre el nom del difunt rei d'Aràbia Saudita, Faisal Bin Abdul Aziz, que va donar suport i finançar la construcció.

### Trail 3 Islamabad
La pista de senderisme més famosa i antiga d'Islamabad és la ruta 3. Comença des del sector carretera F-6 de Margalla. El sender és esgotador fins a cert punt, a causa de les fortes muntanyes. El recorregut porta al punt on puja al mirador i té una pista d’uns 30 - 50 minuts. Després del mirador, continua durant uns altres 45-60 minuts fàcilment i arriba al Pir Sohawa, on hi ha dos restaurants per menjar, The Monal i La Montana. En total, és aproximadament una hora i trenta minuts a peu.

### Monument nacional del Pakistan
Situat a Islamabad, el Pakistan National Monument és una representació de les quatre províncies i els tres territoris de la nació. Dissenyada pel famós arquitecte Arif Masood, aquesta estructura en forma de flor reflecteix el progrés i la prosperitat del Pakistan.